# Grand Theft Auto III
Grand Theft Auto III (comúnmente abreviado GTA III o GTA 3) es un videojuego de acción y aventura de mundo abierto de disparos en tercera persona desarrollado por DMA Design (ahora conocida como Rockstar North) y publicado por Rockstar Games. Es la tercera entrada principal de la serie Grand Theft Auto, después de Grand Theft Auto 2 de 1999, y la quinta instalación en general. Ambientada dentro de la ficticia Liberty City (basada libremente en Ciudad de Nueva York), la historia sigue a Claude, un protagonista silencioso que, después de ser traicionado y dado por muerto por su novia durante un robo, se embarca en una búsqueda de venganza que lo lleva a sumergirse en un bajo mundo de crimen, drogas, guerra de pandillas y corrupción. El juego mantiene una perspectiva en tercera persona y su diseño de mundo abierto permite a los jugadores deambular libremente por Liberty City, que consta de tres áreas principales.
El desarrollo se compartió entre DMA Design, con sede en Edimburgo, y Rockstar, con sede en la ciudad de Nueva York. Gran parte del desarrollo involucró la transformación de elementos populares de la serie Grand Theft Auto en un mundo totalmente 3D por primera vez. El juego se retrasó después de los ataques del 11 de septiembre para permitir que el equipo cambiara las referencias y el juego considerado inapropiado. Grand Theft Auto III fue lanzado en octubre de 2001 para la PlayStation 2, en mayo de 2002 para Windows, y en noviembre de 2003 para la Xbox. Los ports móviles se lanzaron para el décimo aniversario en 2011, seguidos de una versión remasterizada para el vigésimo en 2021.
Grand Theft Auto III recibió la aclamación de la crítica, con elogios particulares dirigidos a su concepto y jugabilidad. Sin embargo, también generó controversia, con críticas dirigidas a sus representaciones de la violencia y el sexo. Recibió elogios de fin de año de varias publicaciones de juegos y se considera un juego emblemático en el concepto de mundo abierto, uno de los títulos más importantes de la sexta generación de juegos de consola y uno de los mejores videojuegos jamás creados. Se convirtió en el videojuego más vendido de 2001 y entre los juegos de PlayStation 2 más vendidos con más de 11,6 millones de copias vendidas; ha vendido más de 14,5 millones de copias en total. Al juego le siguieron Grand Theft Auto: Vice City (2002) y dos precuelas, Grand Theft Auto Advance (2004) y Grand Theft Auto: Liberty City Stories (2005).

## Argumento
La trama comienza con un asalto a Liberty City Bank, realizado por Miguel, Catalina y Claude Speed. Catalina y Miguel salen del banco con el dinero seguidos de Claude, quien les cubre las espaldas. Sin embargo, al doblar una esquina, Claude es sorprendido y traicionado por Catalina, quien le asesta un disparo, Claude queda inconsciente por el disparo, Catalina huye con Miguel y se quedan con el dinero.
Posteriormente la policía encuentra a Claude y lo llevan en una furgoneta policial junto con otros detenidos a la cárcel de Liberty City. Claude escapa de la furgoneta policial, cuando miembros del cártel colombiano los persiguen de Stauton Island a Portland, al cruzar el Puente Callahan los colombianos tiran una bomba con temporizador a mitad del puente y luego embisten a la furgoneta policial donde se encuentra Claude y su colega 8-Ball, con la intención de liberar a un prisionero anciano para chantajear a su poderoso amigo Donald Love, que también se encuentra ahí retenido. Aprovechando la situación, Claude y 8-Ball escapan y en ese momento la bomba explota destrozando el Callahan Point, dejando incomunicada a la isla de Portland de las demás islas. Claude y 8-Ball roban un coche Kuruma y se ocultan en un garaje. A partir de entonces, y gracias a los contactos de 8-Ball, Claude empieza a hacer encargos para la mafia Leone, ganando un buen dinero, empezando por pequeños encargos a Luigi Goterelli, siguiendo por intensas tareas a Joey Leone y, posteriormente, a Toni Cipriani, y finalizando por grandes favores para el mismísimo Don, Salvatore Leone. También tiene la opción de hacer misiones para cuatro peculiares hombres: El Burro, jefe de los Diablos; Marty Chonks, jefe de una fábrica de carne para animales; King Courtney, jefe de los Yardies; y D-Ice, líder de los Red Jacks, un subgrupo de los Southside Hoods.
Durante estas misiones, Claude también conoce a muchas personas que influyen más o menos en el desarrollo de la historia. Un ejemplo es Maria Latore Leone, la esposa del Don, quien, harta de la vida mafiosa y del paranoico Salvatore, revela a Claude que el Don le va a traicionar, en parte porque ella le dijo que Claude era su amante. Por tanto contacta con una antigua amiga, Asuka Kasen, y juntos consiguen salir del distrito Portland, donde la Mafia está establecida, y viajan a Staunton Island, donde se encuentran los Yakuzas, Uptown Yardies y más miembros del cártel de Catalina y Miguel.
Allí empieza por hacer misiones para los Yakuzas, la primera de ellas matar a Don Leone; posteriormente, Asuka presenta a Claude a su hermano, Kenji, a cuyo servicio se pone Claude. Luego, un policía pagado por los Yakuzas, Ray Machowski, también se convierte en jefe de Claude. Ayudando a Ray a enterrar para siempre unas pruebas fotográficas que dañarían a un candidato a alcalde de por vida, Claude conoce a Donald Love, un rico y manipulador propietario de inmobiliarias y amante de las culturas orientales. Sin embargo, haciendo trabajos para él, Donald dice que para bajar los precios del suelo, no hay nada como una guerra de bandas, con lo que ordena matar a Kenji Kasen usando un coche del Cártel Colombiano.
Se inicia la guerra de bandas y, en una misión de Love, Claude se encuentra cara a cara con Catalina y Miguel. Catalina dispara a Miguel y le hiere para darse tiempo a huir. En ese momento llega Asuka, que está tremendamente furiosa por la muerte de su hermano y culpa a Miguel de ello, y lo tortura para obtener información. Más adelante, Catalina llega donde se encuentran Asuka y el torturado Miguel y los mata a ambos, secuestrando a María y llevándosela a Shoreside Vale, la última isla del juego; dejándole una nota a Claude de que la recuperará a cambio de 500.000 dólares.
En la que es la última misión, Claude llega a la mansión de Catalina en Cedar Grove. Cumple su parte del trato entregando el dinero, pero Catalina ordena matarle. Tras deshacerse de la guardia, Claude persigue a Catalina, quien huye en helicóptero hasta la presa Cochrane. El camino para llegar a ella está infestado de mafiosos totalmente armados, pero Claude se deshace de todos los colombianos y sale ileso del lugar. Catalina, quien está allí observando cómo Claude se acerca más hacia donde se ubican María y ella, decide huir en su helicóptero. Sin embargo, este consigue llegar donde está secuestrada María, consigue un lanzacohetes, y al final alcanza al helicóptero y Catalina muere. Claude libera a María y cuando se van, María empieza a parlotear de todo y todos. Así, cuando empiezan los créditos, se oye un disparo y la historia acaba.
El disparo se debe que a uno de los desarrolladores del juego, admitió que "solo fue un error del desarrollo original" que no fue corregido. Se creía [cita requerida]que ese disparo se debía a que Claude mata a María pero finalmente se confirmó que solo era un sonido de "Fin" (como en las películas).

## Personajes
- Claude Speed: Es el protagonista de este juego. Traicionado por su novia Catalina, es tomado por muerto y se ve obligado a sobrevivir en la ciudad, estableciendo amistad con 8-Ball y Toni Cipriani. El personaje no habla y solamente se limita a seguir las instrucciones que le dan sus jefes. Se llegó a especular si Claude es mudo, pero se aprecia en el juego su voz al emitir gemidos de dolor. Claude es también el protagonista de Grand Theft Auto 2 y tiene una aparición en Grand Theft Auto: San Andreas, en donde comienza a salir con Catalina. En Grand Theft Auto IV, Niko Bellic puede conseguir el atuendo de Claude en el piso franco de Playboy X, si se decide matarlo. En Grand Theft Auto Online, él aparece como un papá opcional para el protagonista en línea (si se tiene la edición coleccionista de Grand Theft Auto V en las versiones de PS3 y Xbox 360, o ya incluido en el juego por defecto en las versiones posteriores).

- 8 Ball: 8-Ball es un especialista en explosivos que posee tres talleres de explosivos en Liberty City. Conoce a Claude después del inicio del juego, cuando él y Claude escapan de un convoy de la Policía. Tras ganarse su respeto, 8-Ball presenta a Claude a Luigi Goterelli, un viejo amigo suyo de trabajo. Es un personaje totalmente secundario que ofrece misiones en los juegos mencionados anteriormente. Dentro de la saga es un personaje experto en todo tipo de explosivos y cosas relacionadas. El personaje es calvo, de baja estatura y suele vestirse de forma corriente, Sus misiones suelen darse en un taller ilegal de explosivos y sus misiones suelen ir del mismo tema. Al principio del juego comienza a trabajar para la familia Leone.

- Catalina: Antagonista. Es novia de Claude y, junto con Miguel, forman una banda de atracadores de bancos. Durante un asalto, Catalina traiciona a Claude, le dispara y se fuga con Miguel, que es miembro de un Cártel Colombiano. Catalina considera que Claude está muerto hasta que lo encuentra en una misión del juego en la que hay que atacar por primera vez al Cártel. Esta logra escapar disparándole a Miguel en otra misión del juego. Más adelante regresa para acabar con Asuka Kasen y Miguel, y secuestrar a María, la supuesta novia de Claude en ese momento. Sin embargo, al entregar Claude el dinero que pedía Catalina por el rescate, intenta asesinarle, pero Claude sale ileso de la trampa. Catalina coge un helicóptero y huye, pero Claude al final acaba dándole caza y destruye el helicóptero donde iba ella. También aparece en Grand Theft Auto: San Andreas, que se sitúa en 1992 en las ciudades de Los Santos, San Fierro y Las Venturas, en el estado de San Andreas. Al principio, se enamora de Carl <<CJ>> Johnson, pero luego lo deja por Claude.

- Miguel: El compañero de Catalina, uno de los cabecillas del cártel colombiano. Miguel aparece en el principio del juego como uno de los cómplices del robo, pero escapa con el dinero y Catalina. Luego, Claude lo encuentra a él y a Catalina en una de las misiones para Donald Love, pero Miguel es traicionado por Catalina, y Asuka Kasen cree que es el asesino de su hermano, Kenji Kasen. Termina asesinado por Catalina junto con Asuka.

- Asuka Kasen:1964 Antigua amiga de María Latore, cabecilla de los Yakuzas. Asuka conoce a Claude por medio de Maria Latore, quien es una gran amiga de ella. Claude empieza a trabajar con los Yakuza, pero Asuka le dice que si de verdad quiere trabajar con ella y con los Yakuza, que corte lazos con los Leone y la Mafia, por lo que le manda a Claude a matar a Salvatore Leone. Asuka le da más trabajos a Claude y, gracias a ella, conoce a Kenji Kasen, su hermano. Luego, Asuka termina muerta a manos de Catalina.

- Donald Love: Donald Love aparece en GTA III como el dueño de la Love Media, una empresa dueña de todas las estaciones de radio y TV en Liberty City. Donald también aparece en Grand Theft Auto Liberty City Stories como amigo de Toni Cipriani y como aspirante a Alcalde de la ciudad. Donald le da trabajos a Claude para su empresa, y de hecho tiene problemas con el Cártel colombiano. Donald incluso le dice a Claude que mate a Kenji Kasen, cabecilla de la triada, para hacer una guerra de bandas y que las ventas de las inmobiliarias bajen. Luego, Donald desaparece misteriosamente de su edificio en Staunton Island.

- Salvatore Leone: El don de la Familia Leone, no entra en contacto con Claude hasta que este ha conseguido buena reputación haciendo la mayoría de misiones de los Leone, incluyendo las de su hijo, Joey. Las misiones de Salvatore son relativamente fáciles, pues Claude tiene que sacar a su esposa, María, de un lío con la policía; matar a un traidor llamado Bob; y bombardear junto a 8-Ball un barco de un cártel colombiano. Sin embargo, María le dice que tiene un amorío con Claude, con lo cual Salvatore toma cartas en el asunto para liquidarlo. La trampa es evitada, con lo cual no vuelve a saber nada más de Salvatore hasta que, saliendo del local de Luigi, recibe un balazo y muere. También apareció en Grand Theft Auto: San Andreas, donde tiene un casino en Las Venturas, conoce a María Latore y es traicionado por Carl "CJ" Johnson; y en Grand Theft Auto: Liberty City Stories, donde le concedería el puesto de capo a Toni Cipriani por su lealtad.

- Joey Leone: Hijo del Don, es mecánico. Después de la muerte del Don no se sabe nada de él y aunque no es confirmado, es posible que haya heredado el control de la familia Leone. Joey tiene un garaje en Portland, a escondidas de su padre, y le da trabajos a Claude como conseguir una camioneta blindada o matar al Don de los Forelli. Es quien le presenta a Toni Cipriani a Claude.

- María Latore: María es la señora del Don, pero acaba saliendo con Claude. Tras conseguir mucho poder Claude, para frenar su avance en el mundo de la mafia, es raptada por Catalina y Miguel para que Claude les pague el rescate a ambos. Al final acaba supuestamente muerta a manos de Claude, ya que en los créditos del juego, tras haber salvado Claude a María, esta le empieza a contar todo lo que le había ocurrido mientras estaba secuestrada, entonces se oye un disparo. Aunque Rockstar reveló que solo fue un error y María no muere.

- Kenji Kasen: Hermano de Asuka Kasen, otro cabecilla de los Yakuzas. Kenji tiene un casino en Staunton Island, y es el cabecilla de los Yakuza junto con su hermana. Kenji conoce a Claude mediante Asuka y empieza a trabajar para él. Luego, muere por Claude, ya que Donald Love le dijo que si hubiera una guerra de bandas las ventas bajarían. Claude agarra un Cruiser del Cartel y lo arrolla. Los Yakuzas creen que el cartel colombiano mató a Kenji y deciden atacarlo.

- Luigi Goterelli: Asociado de la familia Leone, al inicio le pide trabajos a Claude acerca de protección. Es algo arrogante. Luigi tiene un club de chicas y trabaja para los Leone. Claude lo conoce por 8-Ball, y empieza a hacer trabajos para él y su club.

- Ray Machowski: Policía corrupto a servicio de los Yakuza. Se convierte en jefe de Claude cuando este lo ayuda a enterrar para siempre unas pruebas fotográficas que dañarían a un candidato a alcalde de por vida. Ray también apareció en Grand Theft Auto: Liberty City Stories, y en GTA 3 se oculta en los baños del parque de Bellevile Park, por su paranoia a que la policía lo encuentre. Finalmente se escapa de Liberty City a Miami.
- Marty Chonks: Jefe de una fábrica de carne para animales.
- El Burro: Jefe de los Diablos. No se muestra físicamente pero da órdenes a Claude por Teléfono público. Está basado en B-Real, cantante de Cypress Hill. Apareció también en Grand Theft Auto. Reaparece más tarde en Grand Theft Auto: Chinatown Wars, como un traficante de drogas en Liberty City. En Grand Theft Auto V y Grand Theft Auto Online, se le hace tributo ya que un barrio de Los Santos dominado por el crimen se llama "El Burro Heights".
- King Courtney: Jefe de los Yardies. En Grand Theft Auto Advance, él aparece como el antagonista principal, quien al final no es eliminado por Mike.
- Phil Cassidy: Es un traficante de armas dueño de One Armed Bandit en Staunton Island. Además es manco debido a su aparición en Grand Theft Auto: Vice City donde pierde el brazo tras una explosión en una de las misiones.

- D-Ice: Líder de los Red Jacks, un subgrupo de los Southside Hoods. D-Ice no aparece nunca físicamente, solamente le otorga misiones a Claude Speed mediante un teléfono público en Wichita Gardens.

## Desarrollo
El desarrollo base de Grand Theft Auto III consistió de 23 personas en DMA Design (ahora conocida como Rockstar North) en Edimburgo, que trabajaron en conjunto con su distribuidora Rockstar Games en la ciudad de Nueva York. Para el comienzo del año 2001, el equipo había desarrollado la ciudad, los autos y algunas de las armas del juego. Un modo de multijugador en línea fue planeado inicialmente, pero la idea fue eventualmente descartada por la falta de tiempo y recursos.

### Desarrollo de mundo abierto
Grand Theft Auto III es el primer juego en 3D de la saga, usando el motor gráfico RenderWare creado por Criterion Games. Durante el diseño del juego, la desarrolladora se expandió sobre conceptos introducidos originalmente en versiones anteriores de Grand Theft Auto. Benzies dijo que la intención era recrear la "libertad y diversidad" ofrecida en las entregas anteriores, en un mundo en 3D que "vivía y respiraba", utilizando el poder de la PlayStation 2 para lograrlo. La habilidad de la consola para utilizar DVDs, contra la inferior capacidad de leer CDs ofrecida por la PlayStation original, les permitió almacenar más datos, como música, animaciones y ambientes. A pesar de esto, el equipo tuvo dificultad para meter los recursos en los 32 Megabytes de RAM ofrecidos por la consola.

### Desarrollo de sonido
Grand Theft Auto III contiene más de tres horas y media de material de radio. Para la música, el equipo logró un rejunte de canciones de variados géneros, para recrear la sensación de cambiar a través de estaciones de radio, reflejando la cultura al estilo "Cine de gánsteres" invocada por el juego. También se le dio uso a programas de discusión y charla para darle carácter a la ciudad, y proveer una "postura única hacia el estilo de vida estadounidense". Sam Houser lo describió como "un vistazo muy iconoclasta hacia Estados Unidos". El equipo utilizó DJ reales para retratar a aquellos que aparecían en las radios.

## Ciudad
Liberty City es una ciudad ficticia, basada en Nueva York. Muchos barrios están directamente plasmados en el juego: Portland es la parte industrial de Nueva York (Brooklyn), e incluye zonas tan famosas como Chinatown (Barrio Chino), Atlantic Quays (DUMBO) o Saint Mark's (Little Italy). Staunton Island es la parte comercial de Nueva York, y su nombre viene de Staten Island, aunque está basado y tiene partes de Manhattan, como Belleville Park (Central Park) o Bedford Point (Times Square). Por último, Shoreside Vale, está basado en Nueva Jersey, con partes como la Presa Cochrane (Bayonne) o Pike Creek (Elizabeth).
- Como curiosidad, cabe destacar que en esta entrega no hay motos. En el folleto de GTA:LCS (como si fuera el periódico "Liberty Tree") hay un artículo que dice que van a prohibir las motocicletas porque causan muchos muertos por atropellos (recordemos que la historia de GTA III es en 2001, la de GTA Advance transcurre un año antes de la de GTA III, osease en el año 2000 y la de GTA:LCS es en 1998). Como ya prohibieron las motocicletas, en GTA III y en GTA Advance no hay motocicletas pero en GTA:LCS sí.

- Tras el atentado al World Trade Center el videojuego sufrió cambios importantes tanto en la portada como dentro del mismo videojuego.[1] En el caso de la portada, se decidió en un principio que la portada norteamericana tuviera el mismo diseño que la portada europea , pero después de los Atentados del 11 de septiembre de 2001, se cambió el diseño a un "modo mosaico" con fragmentos del artwork de algunos personajes, diseño de portada que se mantendría hasta la actualidad en la saga. Esto se debió a que en dicho diseño se mostraba en una parte una explosión delante de unos edificios, haciendo referencia de manera indirecta a los atentados, por lo cual el diseño se cambió para evitar futuras acusaciones por apologías a los mismos. Además, en lo que respecta al mapa, la Isla de Staunton Island (que en la vida real es el equivalente a la Isla Peninsular de Manhattan de la ciudad de Nueva York) iba a tener en la zona del distrito de Torrington edificios similares a las Torres Gemelas, de hecho, el mapa estaba casi terminado y el juego estaba planeado a lanzarse para el mes de septiembre, pero debido a lo ocurrido se decidió posponer el lanzamiento para octubre, en pos de realizar los cambios pertinentes con la portada y el mapa. Por otra parte, en fases beta del desarrollo del juego, existió un personaje llamado Darkel, el cual nos encomendaría varias misiones y lo encontraríamos normalmente en el túnel ferroviario subterráneo contiguo a la tienda de 8-Ball en Hardwood, y entre esa misiones se tenía el objetivo de estrellar aviones en varios edificios de Staunton Island, incluyendo la torre donde residía Donald Love, aunque este personaje sería eliminado más que nada porque no cumplía un rol importante en la trama.

## Armas
| Tipos de Armas           | Armas                        |
| ------------------------ | ---------------------------- |
| Cuerpo a cuerpo          | Puños • Bate de béisbol      |
| Pistolas                 | M1911                        |
| Subfusiles               | Micro-Uzi                    |
| Escopetas                | SPAS 12                      |
| Fusiles de asalto        | AK-47 • Fusil M16            |
| Fusiles de francotirador | Remington 700                |
| Artillería pesada        | Lanzallamas • M72 LAW        |
| Arrojadizas              | Cóctel Molotov • Granada M67 |
| Otros                    | Coche-bomba                  |

## Vehículos
| Tipo de Vehículos     | Vehículos |
| --------------------- | --- |
| Cuatro/Cinco Puertas  | Perennial • Kuruma • Panto • Sentinel |
| Dos Puertas           | Esperanto • Idaho • Manana • Stallion |
| Deportivos            | Banshee • Cheetah • Infernus • Stinger |
| Camionetas            | Bobcat |
| Todoterrenos          | BF Injection • Patriot |
| SUV's                 | Landstalker |
| Furgonetas y Furgones | Moonbeam • Mr. Whoopee (Camión/Furgoneta de Helados) • Panlantic • Blista • Pony • Rumpo • TOYZ                                                   |
| Limusinas             | Stretch |
| Camiones              | Flatbed • Linerunner • Mr Wongs • Mule • Trashmaster (Camión de Basura) • Yankee                                                                  |
| Taxis                 | Borgnine • Cabbie • Taxi |
| Aviones               | Dodo • Dead Dodo |
| Helicópteros          | Helicóptero • Maverick de la Policía (Servicio Público)                                                                                           |
| Marítimos             | Chaquetón • Ghost missing • Veloz • Predator (Servicio Público)                                                                                   |
| Trenes                | Tren • Tren Subterráneo |
| Autobuses             | Bus • Coach |
| Servicios Públicos    | Ambulancia • Camión de bomberos • Barracas OL • Enforcer • Kuruma del F.B.I. • Maverick de la Policía • Patrulla de la Policía • Predator • Rhino |
| Vehículos de Bandas   | Cartel Cruiser • Diablo Stallion • Rumpo Hoods XL • Sentinel de la Mafia • Triad Fish Van • Yakuza Stinger • Yardie Lobo                          |
| Vehículos RC          | RC Bandit |

## Recepción
Comúnmente es considerado como uno de los mejores videojuegos de toda la saga de Grand Theft Auto y uno de los juegos más revolucionarios de la historia. La implementación del 3D en un juego con una premisa tan prometedora hizo que lograra un gran éxito, tanto de ventas como de críticas. La página web Metacritic, que recopila críticas y puntuaciones de las publicaciones más importantes del mundo, le dio una nota de 97 sobre 100 en PS2, posicionándose como uno de los videojuegos mejor valorados de Playstation 2. La puntuación de usuario en la consola PS2 de esta misma página es de 8.4.

## Controversias
Antes y después del lanzamiento de Grand Theft Auto III, el juego generó varias controversias. GameSpy le otorgó el título de "Juego más ofensivo del año", llamándolo "absolutamente censurable". Escribieron que el juego recompensa a los jugadores por "causar caos" y "matar a personas inocentes por docenas", en última instancia cuestionando su adecuación dentro de la industria. La notoriedad de Grand Theft Auto III resultó en la decisión del minorista estadounidense Wal-Mart de verificar la identificación de los compradores que parecían ser menores de 17 años al comprar títulos maduros. En un ensayo, la profesora asistente Shira Chess identificó la falta de conclusión a la violencia del jugador, debido a la capacidad de reaparecer tras la muerte o el encarcelamiento, y descubrió que niega la "realidad de la mortalidad y al mismo tiempo [la fuerza] a los jugadores". Al hablar sobre la representación de la violencia del juego, el productor Leslie Benzies afirmó que está destinado a ser cómico, y que el juego "no está destinado a ser tomado en serio". El productor Dan Houser declaró que el equipo era consciente de la ofensa que el juego atraería, pero "nunca lo comercializó de una manera que explotara eso".
El juego permite a los jugadores participar en actividades sexuales con prostitutas y asesinarlas para reclamar el pago, que se encontró con una controversia generalizada. El juego también recibió cierta reacción por su descripción del crimen y permitir la violencia contra los agentes de policía. El psicólogo David Walsh del Instituto Nacional de Medios y Familia declaró que el juego "glamoriza la actividad antisocial y criminal", y que "el propósito del juego es perpetrar el crimen". En respuesta, Kotaku el escritor Owen Good escribió que el juego no recompensa a los jugadores por "la competencia en el crimen, no importa cuánto se le acuse de hacerlo". Joanna Weiss de The Boston Globe señaló la "adrenalina" que los jugadores sienten al cometer crímenes en el juego, excusando su violencia debido a su clasificación madura. En enero de 2002, la Organización Nacional de Mujeres pidió a Rockstar y Take-Two que retiraran el juego de la venta, ya que "fomenta la violencia y la degradación de las mujeres". Matt Richtel de The New York Times escribió que las actividades dentro del juego "cruzaron la línea de mal gusto".
Grand Theft Auto III se lanzó inicialmente en Australia con una clasificación MA15+. Sin embargo, después de volver a revisar el juego, la Oficina de Clasificación de Cine y Literatura (OFLC) lo prohibió debido a su representación del contenido sexual y la violencia contra las prostitutas. Esto llevó a Take-Two a apelar a la OFLC, que reafirmó el estado prohibido el 11 de diciembre de 2001, después de volver a analizar el juego y buscar la opinión profesional de un psicólogo forense. Como resultado, Take-Two recordó el juego en Australia, y Rockstar hizo los cambios apropiados en el juego; se volvió a publicar una versión modificada con una clasificación MA15+ en enero de 2002, eliminando todos los casos de actos sexuales con prostitutas. El juego fue recalificado con una clasificación R18+ en septiembre de 2019, citando "actividades sexuales relacionadas con incentivos y recompensas".
El 25 de junio de 2003, los hermanastros adolescentes William y Josh Buckner dispararon a los automovilistas, matando a Aaron Hamel e hiriendo a Kimberly Bede. En declaraciones a los investigadores, los perpetradores afirmaron que sus acciones se inspiraron en "Grand Theft Auto III". En respuesta, el 20 de octubre de 2003, las familias de Hamel y Bede presentaron una demanda de 246 millones de dólares contra Rockstar, Take-Two, Sony Computer Entertainment y Wal-Mart. Rockstar y Take-Two presentaron la desestimación de la demanda, declarando en el tribunal de distrito de los Estados Unidos el 29 de octubre de 2003 que las "ideas y conceptos", y los "asuntos efectos psicológicos" de los perpetradores, están protegidos por la cláusula de libertad de expresión de la Primera Enmienda. Jack Thompson, el abogado que representa a las víctimas, negó las reclamaciones de Rockstar e intentó trasladar la demanda a un tribunal estatal para su consideración bajo la ley de protección del Consumidor de Tennessee.

## Versión remasterizada

Logo de GTA III de la trilogía remasterizada

El 11 de noviembre de 2021 se publicó una versión remasterizada del juego dentro del paquete Grand Theft Auto: The Trilogy - The Definitive Edition, que incluye las versiones remasterizadas de Grand Theft Auto: Vice City y Grand Theft Auto: San Andreas. Está disponible para Windows, Nintendo Switch, PlayStation 4, PlayStation 5, Xbox One y Xbox Series X/S; las versiones para dispositivos portátiles con sistemas Android e iOS fueron lanzadas en 2022. La versión The Definitive Edition reemplazaron a las versiones disponibles en las plataformas de venta de videojuegos en línea.